# Diosma fallax
Diosma fallax là một loài thực vật có hoa trong họ Cửu lý hương. Loài này được I.Williams mô tả khoa học đầu tiên năm 1982.